# Trachypithecus germaini germaini
Trachypithecus germaini germaini é uma das 2 subespécies de Trachypithecus germaini. É nativo do Camboja e Vietname (Cochinchina).